# Уччальський договір
Уччалійський договір 1889 про дружбу і торгівлю між Ефіопією та Італією (італ. Trattato di Uccialli, амх. የውጫሌ ውል) — мирна угода, підписана 2 травня 1889 в Уччалі (Ефіопія) імператором Ефіопії Менеліком II та італійським емісаром графом Антонеллі.
Відповідно до цієї угоду Менелік II визнавав області регіони Богос, Хамазіан, Аккеле Гузай та Сера частиною італійської колонії Еритрея. Натомість Італія обіцяла Ефіопії військову та фінансову допомогу. Втім різнене написання ст. 17 спричинило в подальшому першу італо-ефіопську війну. Згідно італійського варіанту, Ефіопія фактично перейшла під протекторат короля Італії, згідно ефіопського (складено амхарською мовою), зазначено, що Менелік здійснює контакти з іншими державами за посередництва Італії.
Скасовано Аддис-Абебським мирним договором 1896 року, який завершив Першу італо-ефіопську війну.